# Totòtruffa 62
Totòtruffa ’62 é um filme de comédia italiano lançado em 1961, dirigido por Camillo Mastrocinque e estrelado por Totò e Nino Taranto. O roteiro foi escrito por Castellano e Pipolo. O filme é conhecido pelas farsas protagonizadas pelos personagens principais e pela icônica cena em que Totò tenta vender a Fontana di Trevi a um turista estrangeiro.

## Enredo
Antonio e Camillo são dois ex-transformistas que vivem de aplicar golpes em Roma. Um de seus esquemas mais ousados é vender a Fontana di Trevi a um milionário estrangeiro. Eles também se envolvem em outras fraudes, como vender um cavalo pintado de zebra para um circo.
O comissário Malvasia (Ernesto Calindri), ex-colega de escola de Antonio, reluta em prendê-los, pois Antonio usa parte do dinheiro para manter sua filha Diana em um colégio interno, fingindo ser diplomata. Diana, por sua vez, apaixona-se por Franco, filho do comissário. Ao tentar aplicar um golpe no jovem, Antonio acaba prejudicando a relação dos dois.
No final, após diversas confusões e perseguições, Antonio recebe uma inesperada herança de um tio do Brasil, o que permite que ele corrija seus erros.

## Elenco
- Totò – Antonio Peluffo
- Nino Taranto – Camillo
- Estella Blain – Diana Peluffo
- Ernesto Calindri – Comissário Malvasia
- Geronimo Meynier – Franco Malvasia
- Luigi Pavese – Cav. Terlizzi
- Lia Zoppelli – Diretora da escola
- Carla Macelloni – Paola
- Mario Castellani – Professor
- Oreste Lionello – Pippo
- John Kitzmiller – Embaixador do Catonga
- Ugo D'Alessio – Decio Cavallo
- Renzo Palmer – Baldassarre
- Ignazio Leone – Guarda de trânsito
- Amedeo Girard – Amilcare

## Produção
O filme foi produzido pela D.D.L. Cinematografica e lançado na Itália em 1961. A trilha sonora foi composta por Gianni Ferrio, conhecido por seu trabalho em várias comédias italianas da época.

## Recepção
Críticos descrevem Totòtruffa ’62 como “uma irresistível colagem de esquetes cômicos”, em que Totò demonstra todo seu carisma e talento para a sátira. A cena em que o personagem tenta vender a Fontana di Trevi tornou-se uma das mais lembradas de sua carreira. Segundo o portal FilmTV.it, “a verve de Totò garante o divertimento ainda hoje”, mesmo com um enredo simples e episódico.

## Sinopse
Antonio (Totò) e Camillo (Nino Taranto) são dois ex-transformistas que vivem de organizar pequenos golpes e fraudes e só não vão presos graças à benevolência do  comissário Malvasia (Ernesto Calindri), ex-companheiro de escola de Antônio. Este emprega tudo o que ganha para pagar os estudos da sua filha Diana, que estuda na universidade. A jovem pensa que o pai é diplomata. Tudo se complica quando Antonio engana o filho do comissário.

## Elenco
- Totò: Antonio Peluffo
- Nino Taranto: Camillo
- Amedeo Girard: Amilcare
- Estella Blain: Diana Peluffo
- Carla Macelloni: Paola, la migliore amica di Diana
- Ernesto Calindri: Commissario Malvasia
- Geronimo Meynier: Franco Malvasia
- Luigi Pavese: Il cav. Terlizzi
- Lia Zoppelli: La direttrice
- Mario Castellani: Il professore
- Lily Romanelli: L'insegnante di ginnastica
- Maria Di Quattro: L'insegnante di musica
- Marcella Rovena: L'insegnante di storia dell'arte
- Oreste Lionello: Pippo, l'amico di Franco
- John Kitzmiller: L'ambasciatore del Catonga
- Gino Buzzanca: Il console del Nicaragua
- Ugo D'Alessio: Decio Cavallo, il turista italo-americano
- Renzo Palmer: Baldassarre, lo sfasciacarrozze
- Ignazio Leone: Il vigile urbano
- Gianni Partanna: Il proprietario del ristorante